# Liste der Orgeln in Berlin
In der Liste der Orgeln in Berlin werden sukzessive alle Orgeln in Berlin erfasst.

## Liste der Orgeln
In der fünften Spalte sind die hauptsächlichen Erbauer angeführt; spätere Umbauten werden durch Komma angezeigt. In der siebten Spalte bezeichnet die römische Zahl die Anzahl der Manuale, ein großes „P“ ein selbstständiges Pedal und die arabische Zahl in der vorletzten Spalte die Anzahl der klingenden Register.
| Bezirk                        | Ortsteil             | Gebäude                                                                                            | Bild | Orgelbauer                                        | Jahr                                | Manuale | Register                             | Anmerkungen |
| ----------------------------- | -------------------- | -------------------------------------------------------------------------------------------------- | ---- | ------------------------------------------------- | ----------------------------------- | ------- | ------------------------------------ | --- |
| 01 Mitte                      | Mitte                | Dom (Hauptorgel) (Standort)                                                                        |      | Wilhelm Sauer                                     | 1905                                | IV/P    | 112                                  | größte vollpneumatische romantische Orgel Deutschlands, 2006 Rückführung in den Ursprungszustand |
| 01 Mitte                      | Mitte                | Dom (Taufkapelle) (Standort)                                                                       |      | Alexander Schuke                                  | 1946                                | II/P    | 16                                   | → Orgel |
| 01 Mitte                      | Mitte                | Christuskirche (Standort)                                                                          |      | Wilhelm Rühlmann                                  | 1883                                | II/P    | 17                                   | erbaut für St. Nicolai Hohenedlau, umgesetzt ca. 1980 |
| 01 Mitte                      | Mitte                | Französische Friedrichstadtkirche (Standort)                                                       |      | Hermann Eule Orgelbau Bautzen                     | 1985                                | III/P   | 25                                   | hinter historischem Prospekt im französisch-barocken Stil |
| 01 Mitte                      | Mitte                | Kathedrale St. Hedwig (Standort)                                                                   |      | Johannes Klais Orgelbau                           | 1977                                | III/P   | 67                                   | → Orgel |
| 01 Mitte                      | Mitte                | Kino Babylon (Standort)                                                                            |      | J. D. Philipps                                    | 1929                                | II/P    | 14 (65)                              | Einzige Kinoorgel in Europa, die noch in ihrem Originalkino steht und spielbar ist. → Orgel → Orgel |
| 01 Mitte                      | Mitte                | Nikolaikirche (Standort)                                                                           |      | Jehmlich Orgelbau Dresden                         | 1997                                | III/P   | 44                                   | → Orgel |
| 01 Mitte                      | Mitte                | St. Thomas von Aquin (Akademiekirche) (Standort)                                                   |      | Werner Bosch Orgelbau                             | 2000                                | II/P    | 10                                   | → Orgel → Orgel |
| 01 Mitte                      | Mitte                | Konzerthaus Berlin, Großer Saal (Standort)                                                         |      | Jehmlich Orgelbau Dresden                         | 1984                                | IV/P    | 74                                   | →Orgel |
| 01 Mitte                      | Mitte                | St. Marien (Standort)                                                                              |      | Alfred Kern & fils                                | 2002                                | III/P   | 45                                   | → Orgel In Anlehnung an eine Orgel Joachim Wagners von 1723 |
| 01 Mitte                      | Mitte                | St. Michael (Standort)                                                                             |      | W. Sauer Orgelbau Frankfurt (Oder)                | 1960                                | II/P    | 25                                   | elektro-pneumatische Traktur → Orgel |
| 01 Mitte                      | Mitte                | Sophienkirche (Standort)                                                                           |      | Alexander Schuke Potsdam Orgelbau                 | 1970                                | II/P    | 29                                   | → Orgel |
| 01 Mitte                      | Mitte                | Erlöserkirche (Standort)                                                                           |      | Sauer / Ernst Teichert                            | 1888 / 1938                         | II/P    | 18                                   | → Orgel 1938 umfangreich umgebaut |
| 01 Mitte                      | Mitte                | Westin Grand Berlin, Jagdzimmer „Diana-Saal“ (Standort)                                            |      | VEB Jehmlich Orgelbau Dresden                     | 1987                                | II/P    | 11                                   | op. 1068; nach Wasserschaden 2008 abgebaut, zur Bauzeit die einzige Hotelorgel Europas → Orgel |
| 01 Mitte                      | Mitte                | Zionskirche (Standort)                                                                             |      | Alexander Schuke Potsdam Orgelbau                 | 1956                                | I/P     | 6                                    | → Orgel |
| 01 Mitte                      | Mitte                | Golgatha-Kirche (Standort)                                                                         |      | Wilhelm Sauer (Orgelbauer)                        | 1900                                | II/P    | 28                                   | |
| 01 Mitte                      | Mitte                | Kapelle der Versöhnung (Standort)                                                                  |      | Karl Schuke Berliner Orgelbauwerkstatt            | 2017                                | II/P    | 9 (26)                               | → Orgel |
| 01 Mitte                      | Mitte                | Selbstständig Evangelisch-Lutherische Kirche (Standort)                                            |      | Alexander Schuke Potsdam Orgelbau                 | 1991                                | II/P    | 30                                   | Neubau im historischen Orgelgehäuse. |
| 01 Mitte                      | Mitte                | St. Adalbert (Standort)                                                                            |      | G. F. Steinmeyer & Co.                            | 1942                                | II/P    | 23                                   | |
| 01 Mitte                      | Gesundbrunnen        | St. Paul (Standort)                                                                                |      | Rudolf von Beckerath Orgelbau                     | 1965                                | III/P   | 34                                   | → Orgel |
| 01 Mitte                      | Gesundbrunnen        | St. Petrus (Standort)                                                                              |      | E. F. Walcker & Cie.                              | 1964                                | II/P    | 20                                   | Ursprünglich für die Evangelische Kirche Gemmrigheim erbaut, 2012 nach St. Petrus umgesetzt. |
| 01 Mitte                      | Gesundbrunnen        | Stephanuskirche (Standort)                                                                         |      | Schlag & Söhne                                    | 1904                                | III/P   | 39                                   | → Orgel |
| 01 Mitte                      | Gesundbrunnen        | Lazarus-Krankenhaus (Standort)                                                                     |      | Dieter Noeske                                     | 1988                                | II/P    | 15                                   | |
| 01 Mitte                      | Gesundbrunnen        | Himmelfahrtskirche (Standort)                                                                      |      | Karl Schuke Berliner Orgelbauwerkstatt            | 1960                                | II/P    | 18                                   | → Orgel |
| 01 Mitte                      | Gesundbrunnen        | Augustanakirche (Standort)                                                                         |      | A. Schuster & Sohn                                | 1952                                | I/P     | 6                                    | |
| 01 Mitte                      | Gesundbrunnen        | St. Afra (Standort)                                                                                |      | William Hill                                      | 1869                                |         |                                      | → Orgel |
| 01 Mitte                      | Gesundbrunnen        | St. Sebastian (Standort)                                                                           |      | Gebrüder Dinse                                    | 1893                                | III/P   | 43                                   | |
| 01 Mitte                      | Gesundbrunnen        | Neuapostolische Kirche Humboldthain (Standort)                                                     |      | Karl Schuke Berliner Orgelbauwerkstatt            | 1958                                | I/P     | 7                                    | |
| 01 Mitte                      | Hansaviertel         | Kaiser-Friedrich-Gedächtniskirche (Standort)                                                       |      | Karl Schuke Berliner Orgelbauwerkstatt            | 1957                                | III/P   | 41                                   | → Orgel |
| 01 Mitte                      | Hansaviertel         | St. Ansgar (Standort)                                                                              |      | Karl Schuke Berliner Orgelbauwerkstatt            | 1958                                | III/P   | 31                                   | 2008 Restaurierung durch Friedrich Fleiter → Orgel |
| 01 Mitte                      | Moabit               | Erlöserkirche (Standort)                                                                           |      | Karl Schuke Berliner Orgelbauwerkstatt            | 1963                                | II/P    | 22                                   | → Orgel |
| 01 Mitte                      | Moabit               | Heilandskirche (Standort)                                                                          |      | Orgelbau Schmid                                   | 1962                                | III/P   | 43                                   | → Orgel |
| 01 Mitte                      | Moabit               | Heilandskirche (Chororgel) (Standort)                                                              |      | Orgelbau Schmid                                   | 1962                                | II/P    | 6                                    | → Orgel |
| 01 Mitte                      | Moabit               | Heilige-Geist-Kirche (Standort)                                                                    |      | E. F. Walcker & Cie.                              | 1906                                | III/P   | 39                                   | → Orgel |
| 01 Mitte                      | Moabit               | Reformationskirche (Standort)                                                                      |      | Detlef Kleuker                                    | 1968                                | III/P   | 36                                   | → Orgel |
| 01 Mitte                      | Moabit               | Reformationskirche (Chororgel) (Standort)                                                          |      | G. F. Steinmeyer & Co.                            | 1930 / 1966                         | II/P    | 18                                   | Ursprünglich 1930 für den Gemeindesaal der Petrus-Kirche erbaut. 1966 verändert neben dem Altarraum der Reformationskirche eingebaut. → Orgel                                                                                |
| 01 Mitte                      | Moabit               | Johanniskirche (Standort)                                                                          |      | Karl Schuke Berliner Orgelbauwerkstatt            | 1959                                | III/P   | 36                                   | → Orgel |
| 01 Mitte                      | Moabit               | St. Paulus (Standort)                                                                              |      | Gebr. Oberlinger Orgelbau                         | 1975                                | III/P   | 48                                   | → Orgel |
| 01 Mitte                      | Tiergarten           | St. Matthäus, Hauptorgel (Standort)                                                                |      | E. F. Walcker & Cie.                              | 1966                                | II/P    | 26                                   | → Orgel |
| 01 Mitte                      | Tiergarten           | St. Matthäus, Truhenorgel (Standort)                                                               |      | Karl Schuke Berliner Orgelbauwerkstatt            |                                     | I       | 4                                    | |
| 01 Mitte                      | Tiergarten           | St. Ludgerus (Standort)                                                                            |      | – unbekannt –                                     |                                     | II/P    |                                      | Die ehemalige katholische Kirche wurde 2005 profaniert und der syrisch-orthodoxen Gemeinde nach dem Erbbaurecht überlassen, die sie unter dem Namen St. Jakob weiternutzt. Die Orgel befindet sich noch in der Kirche!       |
| 01 Mitte                      | Tiergarten           | Musikinstrumenten-Museum Berlin (Standort)                                                         |      | John Gray                                         | 1820                                | III/P   | 24                                   | |
| 01 Mitte                      | Tiergarten           | Musikinstrumenten-Museum Berlin (Standort)                                                         |      | Rudolph Wurlitzer Company                         | 1929                                | III/P   | 16                                   | → Kinoorgel |
| 01 Mitte                      | Tiergarten           | Musikinstrumenten-Museum Berlin (Standort)                                                         |      | – unbekannt –                                     |                                     | I       |                                      | Positiv |
| 01 Mitte                      | Tiergarten           | Philharmonie (Standort)                                                                            |      | Karl Schuke Berliner Orgelbauwerkstatt            | 1965                                | IV/P    | 84                                   | →Orgel |
| 01 Mitte                      | Wedding              | St. Aloysius (Standort)                                                                            |      | Johannes Klais Orgelbau                           | 1928                                | II/P    | 26                                   | 1960 gebraucht aus der Kirche der Steyler Missionare nach St. Aloysius überführt und umgebaut. |
| 01 Mitte                      | Wedding              | St. Joseph (Standort)                                                                              |      | Orgelbau Eisenbarth                               | 1981                                | III/P   | 43                                   | → Orgel |
| 01 Mitte                      | Wedding              | Kapernaumkirche (Standort)                                                                         |      | Karl Schuke Berliner Orgelbauwerkstatt            | 1961                                | III/P   | 39                                   | → Orgel |
| 01 Mitte                      | Wedding              | Alte Nazarethkirche (Standort)                                                                     |      | Werner Bosch                                      | 1984                                | II/P    | 7                                    | 1984 für die Bundesgartenschaukapelle erbaut, seit 1985 in der Kirche → Orgel |
| 01 Mitte                      | Wedding              | Neue Nazarethkirche (Standort)                                                                     |      | E .F. Walcker & Cie.                              | 1962–1963                           | III/P   | 35                                   | seit 2021 in Polen → Orgel |
| 01 Mitte                      | Wedding              | Korneliuskirche (Standort)                                                                         |      | Georg Jann                                        | 1980                                | II/P    | 15                                   | → Orgel |
| 01 Mitte                      | Wedding              | Osterkirche (Standort)                                                                             |      | E. F. Walcker & Cie.                              | 1966                                | II/P    | 23                                   | → Orgel |
| 01 Mitte                      | Wedding              | Paul-Gerhardt-Stift (Standort)                                                                     |      | Gebrüder Dinse                                    | 1898                                | II/P    | 11                                   | → Orgel |
| 01 Mitte                      | Wedding              | Baptistenkirche (Standort)                                                                         |      | Paschen Kiel Orgelbau                             | 1968                                | II/P    | 11                                   | → Orgel |
| 02 Friedrichshain-Kreuzberg   | Friedrichshain       | St. Bartholomäus (Standort)                                                                        |      | Alexander Schuke Potsdam Orgelbau                 | 1965                                | III/P   | 36                                   | → Orgel |
| 02 Friedrichshain-Kreuzberg   | Friedrichshain       | Galiläakirche (Standort)                                                                           |      | Grüneberg, Barnim                                 | 1909                                | II/P    | 32                                   | |
| 02 Friedrichshain-Kreuzberg   | Friedrichshain       | Auferstehungskirche (Standort)                                                                     |      | Hermann Eule Orgelbau Bautzen                     | 1965                                | III/P   | 35                                   | |
| 02 Friedrichshain-Kreuzberg   | Friedrichshain       | Zwinglikirche (Standort)                                                                           |      | Gebr. Dinse, Berlin                               | 1908                                | II/P    | 33                                   | → Orgel |
| 02 Friedrichshain-Kreuzberg   | Friedrichshain       | Pfingstkirche (Standort)                                                                           |      | Hermann Eule Orgelbau Bautzen                     | 1963                                | II/P    | 11                                   | |
| 02 Friedrichshain-Kreuzberg   | Friedrichshain       | Pfingstkirche (Standort)                                                                           |      | Wilhelm Sauer                                     | 1953                                | I/P     | 6                                    | |
| 02 Friedrichshain-Kreuzberg   | Friedrichshain       | Samariterkirche (Standort)                                                                         |      | Alexander Schuke Potsdam Orgelbau                 | 1953                                | II/P    | 26                                   | |
| 02 Friedrichshain-Kreuzberg   | Friedrichshain       | Offenbarungskirche (Standort)                                                                      |      | – unbekannt –                                     | 1962                                |         |                                      | |
| 02 Friedrichshain-Kreuzberg   | Friedrichshain       | Ev.-meth. Christuskirche (Standort)                                                                |      | G. F. Steinmeyer & Co.                            | 1943                                | II/P    | 13                                   | 1971 aus Privatbesitz in die methodistische Christuskirche Friedrichshain umgesetzt und dort unsichtbar hinter der Altarwand aufgestellt. → Orgel                                                                            |
| 02 Friedrichshain-Kreuzberg   | Friedrichshain       | Dreifaltigkeitskirche (Standort)                                                                   |      | G. F. Steinmeyer & Co.                            | 1923                                | II/P    | 23                                   | stark verändert erhalten. |
| 02 Friedrichshain-Kreuzberg   | Friedrichshain       | St. Pius (Standort)                                                                                |      | Alexander Schuke Potsdam Orgelbau                 | 1964                                | II/P    | 10                                   | → Orgel |
| 02 Friedrichshain-Kreuzberg   | Friedrichshain       | St. Antonius (Standort)                                                                            |      | Jehmlich Orgelbau Dresden                         | 1965                                | II/P    | 24                                   | → Orgel |
| 02 Friedrichshain-Kreuzberg   | Kreuzberg            | St. Bonifatius (Hauptorgel) (Standort)                                                             |      | Orgelbau Gebr. Stockmann                          | 1992                                | II/P    | 30                                   | 2011 von St. Agnes versetzt durch Fa. Stockmann → Orgel |
| 02 Friedrichshain-Kreuzberg   | Kreuzberg            | St. Bonifatius (Chororgel) (Standort)                                                              |      | Orgelbau Gebr. Stockmann                          | 1992                                | I/P     | 5                                    | das Werk besitzt geteilte Schleifen → Orgel, |
| 02 Friedrichshain-Kreuzberg   | Kreuzberg            | Christuskirche (landeskirchlich) (Standort)                                                        |      | E. F. Walcker & Cie.                              | 1965                                | II/P    | 17                                   | |
| 02 Friedrichshain-Kreuzberg   | Kreuzberg            | Christuskirche (methodistisch) (Standort)                                                          |      | E. F. Walcker & Cie.                              | 1962                                | II/P    | 14                                   | → Orgel |
| 02 Friedrichshain-Kreuzberg   | Kreuzberg            | St. Clemens (Standort)                                                                             |      | Gebrüder Dinse                                    | 1911 (~)                            | III/P   | 23                                   | Spätere Neobarockisierung durch Hans Hammer; das Fernwerk (III. Manual) ist leider nicht mehr vorhanden. → Orgel |
| 02 Friedrichshain-Kreuzberg   | Kreuzberg            | St. Marien Liebfrauen (Standort)                                                                   |      | G. F. Steinmeyer & Co.                            | 1914                                | III/P   | 51                                   | Bis auf den kuriosen Austausch der Pedalposaune durch eine Rohrpfeife 2' im Originalzustand erhalten. → Orgel |
| 02 Friedrichshain-Kreuzberg   | Kreuzberg            | Emmauskirche (Standort)                                                                            |      | G. A. C. de Graaf                                 | 1960                                | III/P   | 22                                   | → Orgel |
| 02 Friedrichshain-Kreuzberg   | Kreuzberg            | St. Simeon (Standort)                                                                              |      | Karl Schuke Berliner Orgelbauwerkstatt            | 1965                                | II/P    | 22                                   | |
| 02 Friedrichshain-Kreuzberg   | Kreuzberg            | St. Jacobi, Hauptorgel (Standort)                                                                  |      | E. F. Walcker & Cie.                              | 1959                                | III/P   | 40                                   | → Hauptorgel |
| 02 Friedrichshain-Kreuzberg   | Kreuzberg            | St. Jacobi, Chororgel (Standort)                                                                   |      | E. F. Walcker & Cie.                              |                                     | II/P    | 9                                    | → Positiv |
| 02 Friedrichshain-Kreuzberg   | Kreuzberg            | Passionskirche (Standort)                                                                          |      | Karl Schuke Berliner Orgelbauwerkstatt            | 1957                                | II/P    | 27                                   | |
| 02 Friedrichshain-Kreuzberg   | Kreuzberg            | Melanchthonkirche (Standort)                                                                       |      | Dieter Noeske                                     | 1988 / 1991                         | II/P    | 15                                   | → Orgel |
| 02 Friedrichshain-Kreuzberg   | Kreuzberg            | Kirche am Südstern (Standort)                                                                      |      | Wilhelm Sauer                                     | 1897                                | II/P    | 34                                   | → Orgel |
| 02 Friedrichshain-Kreuzberg   | Kreuzberg            | Heilig-Kreuz-Kirche (Standort)                                                                     |      | E. and G.G. Hook & Hastings                       | 1870                                | III/P   | 38                                   | → Orgel |
| 02 Friedrichshain-Kreuzberg   | Kreuzberg            | Neuapostolische Kirche (Standort)                                                                  |      | W. Sauer Orgelbau                                 | 1976                                | I/P     | 4                                    | |
| 02 Friedrichshain-Kreuzberg   | Kreuzberg            | Ölbergkirche (Standort)                                                                            |      | Karl Schuke Berliner Orgelbauwerkstatt            | 1958                                | II/P    | 12                                   | |
| 02 Friedrichshain-Kreuzberg   | Kreuzberg            | St. Lukas (Standort)                                                                               |      | E. F. Walcker & Cie.                              | 1960                                | II/P    | 9                                    | → Chororgel |
| 02 Friedrichshain-Kreuzberg   | Kreuzberg            | Marthakirche (Standort)                                                                            |      | Karl Schuke Berliner Orgelbauwerkstatt            | 1963                                | II/P    | 27                                   | |
| 02 Friedrichshain-Kreuzberg   | Kreuzberg            | Taborkirche (Standort)                                                                             |      | Gebrüder Dinse                                    | 1905                                | III/P   | 40                                   | |
| 02 Friedrichshain-Kreuzberg   | Kreuzberg            | St. Thomas (Standort)                                                                              |      | Rudolf von Beckerath Orgelbau                     | 1970                                | II/P    | 25                                   | → Orgel |
| 02 Friedrichshain-Kreuzberg   | Kreuzberg            | St. Thomas (Chororgel) (Standort)                                                                  |      | Karl Schuke Berliner Orgelbauwerkstatt            | 1957                                | I/P     | 6                                    | → Orgel |
| 02 Friedrichshain-Kreuzberg   | Stralau              | Dorfkirche Stralau (Standort)                                                                      |      | Alexander Schuke Potsdam Orgelbau                 | 1952                                | II/P    | 18                                   | |
| 03 Pankow                     | Blankenburg          | Dorfkirche Blankenburg (Standort)                                                                  |      | Jehmlich Orgelbau Dresden                         | 1975                                | I/P     | 8                                    | → Orgel |
| 03 Pankow                     | Blankenfelde         | Dorfkirche Blankenfelde (Standort)                                                                 |      | Alexander Schuke Potsdam Orgelbau                 | 1941                                | I/P     | 7                                    | |
| 03 Pankow                     | Buch                 | Schlosskirche Buch (Standort)                                                                      |      | Alexander Schuke Potsdam Orgelbau                 | 1962                                | II/P    | 20                                   | in Gehäuse von Johann Michael Röder (1745) → Orgel |
| 03 Pankow                     | Buch                 | Mater Dolorosa (Standort)                                                                          |      | Alexander Schuke Potsdam Orgelbau                 | 1991                                | II/P    | 16                                   | |
| 03 Pankow                     | Französisch Buchholz | Dorfkirche (Standort)                                                                              |      | Alexander Schuke Potsdam Orgelbau                 | 1971                                | II/P    | 14                                   | |
| 03 Pankow                     | Französisch Buchholz | St. Johannes Evangelist (Standort)                                                                 |      | E. F. Walcker & Cie.                              | 1941                                | II/P    | 10                                   | → Orgel |
| 03 Pankow                     | Heinersdorf          | Dorfkirche (Standort)                                                                              |      | Alexander Schuke Potsdam Orgelbau                 | 1935                                | II/P    | 17 (20)                              | → Orgel |
| 03 Pankow                     | Karow                | Dorfkirche Karow (Standort)                                                                        |      | Friedrich Hermann Lütkemüller                     | 1890                                | I/P     | 10                                   | Erbaut für die Dorfkirche zu Danewitz bei Bernau, 1982 Umsetzung nach Karow → Orgel |
| 03 Pankow                     | Niederschönhausen    | Friedenskirche (Standort)                                                                          |      | Gustav Heinze                                     | 1926                                | II/P    | 32                                   | → Orgel |
| 03 Pankow                     | Niederschönhausen    | St. Maria Magdalena (Standort)                                                                     |      | Gebr. Rieger                                      | 1934                                | II/P    |                                      | →Orgel |
| 03 Pankow                     | Nordend              | Gemeindehaus Nordend (Standort)                                                                    |      | Gebrüder Dinse                                    | 1910                                | II/P    | 14                                   | |
| 03 Pankow                     | Pankow               | Dorfkirche Pankow, Hauptorgel (Standort)                                                           |      | Orgelwerkstatt Wegscheider                        | 2021                                | II/P    | 27                                   | |
| 03 Pankow                     | Pankow               | Dorfkirche Pankow, Positiv (Standort)                                                              |      | Rudolf Böhm                                       |                                     | I       | 4                                    | |
| 03 Pankow                     | Pankow               | St. Georg (Standort)                                                                               |      | Hans Hammer                                       | 1939                                | II/P    | 24                                   | unter Einbeziehung von Teilen der Vorgängerorgel von Sauer 1924 (Dinse 1890) → Orgel |
| 03 Pankow                     | Pankow               | Hoffnungskirche (Standort)                                                                         |      | W. Sauer Orgelbau Frankfurt (Oder)                | 1913                                | II/P    | 33                                   | → Orgel |
| 03 Pankow                     | Prenzlauer Berg      | Ss. Corpus Christi (Standort)                                                                      |      | G. F. Steinmeyer & Co.                            | 1925                                | III/P   | 65 + 5 Transmissionen & Glockenspiel | → Orgel |
| 03 Pankow                     | Prenzlauer Berg      | Gethsemanekirche (Standort)                                                                        |      | Jehmlich Orgelbau Dresden                         | 1973                                | II/P    |                                      | → Orgel |
| 03 Pankow                     | Prenzlauer Berg      | Adventkirche (Standort)                                                                            |      | Wilhelm Sauer                                     | 1952                                | II/P    | 32 (34)                              | |
| 03 Pankow                     | Prenzlauer Berg      | Heilige Familie (Standort)                                                                         |      | Schmidt & Thiemann                                | 1862 / 1975                         | III/P   | 49                                   | Ursprünglich für Stiftskirche Bad Gandersheim errichtet; Material von Euler (1862) sowie Otto Dutkowski (1956); 1998 durch Johannes Kircher in Berlin aufgestellt.                                                           |
| 03 Pankow                     | Prenzlauer Berg      | St. Augustinus (Standort)                                                                          |      | Jehmlich Orgelbau Dresden                         | 1973                                | II/P    | 26                                   | → Orgel |
| 03 Pankow                     | Prenzlauer Berg      | Kirche im Katharinenstift (Standort)                                                               |      | – unbekannt –                                     |                                     |         |                                      | |
| 03 Pankow                     | Prenzlauer Berg      | Elisabethstift, Hauskapelle (Standort)                                                             |      | – unbekannt –                                     | 1856                                | I       | 7                                    | |
| 03 Pankow                     | Prenzlauer Berg      | Sankt-Josefsheim (Standort)                                                                        |      | A. Schuster & Sohn                                | 1968                                | II/P    | 21                                   | → Orgel |
| 03 Pankow                     | Prenzlauer Berg      | Herz Jesu (Standort)                                                                               |      | Franz Eggert                                      | 1899                                | III/P   | 40                                   | → Orgel |
| 03 Pankow                     | Prenzlauer Berg      | Immanuelkirche (Standort)                                                                          |      | Wilhelm Sauer                                     | 1893                                | II/P    | 29                                   | → Orgel |
| 03 Pankow                     | Prenzlauer Berg      | Segenskirche (Standort)                                                                            |      | Wilhelm Sauer                                     | 1908                                | II/P    | 33                                   | → Orgel 1953 saniert; 1959 durch Schuke umgebaut |
| 03 Pankow                     | Prenzlauer Berg      | Neuapostolische Kirche (Standort)                                                                  |      | Wilhelm Sauer                                     | 1984                                | II/P    | 26                                   | |
| 03 Pankow                     | Prenzlauer Berg      | Synagoge Rykestraße (Standort)                                                                     |      | Wilhelm Sauer                                     |                                     | I/P     | 8                                    | Eine der wenigen erhaltenen Pfeifenorgeln in einer Synagoge. |
| 03 Pankow                     | Rosenthal            | Dorfkirche (Standort)                                                                              |      | Gebrüder Dinse                                    | 1902                                | II/P    | 19                                   | |
| 03 Pankow                     | Weißensee            | Pfarrkirche (Eule-Orgel) (Standort)                                                                |      | Hermann Eule Orgelbau Bautzen                     | 1953                                | II/P    | 10                                   | → Orgel |
| 03 Pankow                     | Weißensee            | Pfarrkirche (Sauer-Orgel) (Standort)                                                               |      | W. Sauer Orgelbau Frankfurt (Oder)                | 1976                                | II/P    | 15                                   | → Orgel |
| 03 Pankow                     | Weißensee            | Friedenskirche (Standort)                                                                          |      | A. Schuster & Sohn                                | 1951                                | III/P   | 26                                   | → Orgel |
| 03 Pankow                     | Weißensee            | St. Josef (Standort)                                                                               |      | A. Schuster & Sohn                                | 1952                                | III/P   | 42                                   | → Orgel |
| 03 Pankow                     | Weißensee            | St.-Joseph-Krankenhaus, Kirche (Standort)                                                          |      | Johannes Klais Orgelbau                           | 1934                                | II/P    | 24                                   | Opus 821 im spätromantischen Klangbild, Generalüberholung 1979 durch Hans Gerd Klais, Teilumbau (Registeraustausch) und Neuintonierung 1980 durch Hans-Joachim Eichberg (Berlin)                                             |
| 03 Pankow                     | Weißensee            | Ehemalige Neuapostolische Kirche (Standort)                                                        |      | Eduard Fritz Köhler                               | 1963                                | II/P    | 15                                   | Die ehemalige Kirche wurde 2019 profaniert und heißt nun SeeStudios. |
| 03 Pankow                     | Weißensee            | Immanuel-Kapelle (Baptisten-Gemeinde) (Standort)                                                   |      | G. F. Steinmeyer & Co.                            | 1937                                | II/P    | 30                                   | → Orgel |
| 03 Pankow                     | Wilhelmsruh          | Lutherkirche (Standort)                                                                            |      | Gebrüder Dinse                                    | 1906                                | II/P    | 12                                   | → Orgel |
| 04 Charlottenburg-Wilmersdorf | Charlottenburg       | St. Canisius (Standort)                                                                            |      | – unbekannt –                                     | 1900; Einbau Berlin: 2014           | II/P    | 24                                   | Die Orgel stammt aus der alten evangelisch-reformierten Kirche in Zürich-Albisrieden. Ihre ältesten Teile stammen aus dem Jahr 1900. Der Einbau in Berlin erfolgte durch Orgelbau Glatter-Götz in Pfullingen.                |
| 04 Charlottenburg-Wilmersdorf | Charlottenburg       | Friedenskirche (Standort)                                                                          |      | Karl Lötzerich Orgelbau                           | 1974                                | II/P    | 16                                   | → Orgel |
| 04 Charlottenburg-Wilmersdorf | Charlottenburg       | St. Kamillus (Standort)                                                                            |      | Gebr. Stockmann Orgelbau                          | 1964                                | IV/P    | 51                                   | 1975 und 1999 renoviert. → Orgel |
| 04 Charlottenburg-Wilmersdorf | Charlottenburg       | Schloss Charlottenburg, Eosander-Kapelle (Standort)                                                |      | Karl Schuke Berliner Orgelbauwerkstatt            | 1969                                | II/P    | 26                                   | Rekonstruktion einer Schnitger-Orgel von 1706. |
| 04 Charlottenburg-Wilmersdorf | Charlottenburg       | Trinitatiskirche (Standort)                                                                        |      | E. F. Walcker & Cie.                              | 1962                                | IV/P    | 37                                   | 2016 Einbau eines IV. Manuals als MIDI-Klaviatur → Orgel |
| 04 Charlottenburg-Wilmersdorf | Charlottenburg       | Kirche am Lietzensee (Standort)                                                                    |      | Karl Schuke Berliner Orgelbauwerkstatt            | 1963                                | III/P   | 34                                   | → Orgel → Orgel |
| 04 Charlottenburg-Wilmersdorf | Charlottenburg       | Herz Jesu (Standort)                                                                               |      | E. F. Walcker & Cie.                              | 1973                                | II/P    | 18                                   | → Orgel |
| 04 Charlottenburg-Wilmersdorf | Charlottenburg       | Luisenkirche (Standort)                                                                            |      | E. F. Walcker & Cie.                              | 1967                                | II/P    | 24                                   | 1989 von Alexander Schuke renoviert, 2022 verkauft. → Orgel |
| 04 Charlottenburg-Wilmersdorf | Charlottenburg       | Luisenkirche (Standort)                                                                            |      | Alexander Schuke Potsdam Orgelbau                 | 1948                                | II/P    | 7                                    | Chororgel, 1967 in die Luisenkirche umgesetzt → Orgel |
| 04 Charlottenburg-Wilmersdorf | Charlottenburg       | Kaiser-Wilhelm-Gedächtniskirche (Standort)                                                         |      | Karl Schuke Berliner Orgelbauwerkstatt            | 1962                                | IV/P    | 62                                   | seit 2018 mit digitalen Registern und MIDI-Synthesizer → Orgel |
| 04 Charlottenburg-Wilmersdorf | Charlottenburg       | Kapelle der Kaiser-Wilhelm-Gedächtniskirche (Standort)                                             |      | Karl Schuke Berliner Orgelbauwerkstatt            | 1964                                | I/p     | 5                                    | → Orgel |
| 04 Charlottenburg-Wilmersdorf | Charlottenburg       | Gustav-Adolf-Kirche (Standort)                                                                     |      | Detlef Kleuker                                    | 1972                                | III/P   | 41                                   | → Orgel |
| 04 Charlottenburg-Wilmersdorf | Charlottenburg       | Jonakirche (Standort)                                                                              |      | Karl Schuke Berliner Orgelbauwerkstatt            | 1968                                | I/P     | 6                                    | 1972 im Kirchsaal aufgestellt, nach Aufgabe der Kirche 2021 nach St. Trinitatis Eichholz bei Zerbst umgesetzt → Orgel |
| 04 Charlottenburg-Wilmersdorf | Charlottenburg       | Kirche Alt-Lietzow (Standort)                                                                      |      | E. F. Walcker & Cie.                              | 1964                                | II/P    | 21                                   | [ 5 ] |
| 04 Charlottenburg-Wilmersdorf | Charlottenburg       | St. Thomas von Aquin (Standort)                                                                    |      | Rieger (Jägerndorf)                               | 1934                                | II/P    | 25                                   | verändert erhalten. |
| 04 Charlottenburg-Wilmersdorf | Charlottenburg       | Mariä Himmelfahrt (Standort)                                                                       |      | E. F. Walcker & Cie.                              | 1983                                | II/P    | 20                                   | Die ehemals katholische Kirche wurde 2005 profaniert und an die syrisch-orthodoxe Gemeinde verkauft, die das Gebäude unter dem Namen Mor-Afrem-Kirche nutzt. Die Orgel befindet sich (Stand 2019) noch in der Kirche.        |
| 04 Charlottenburg-Wilmersdorf | Charlottenburg-Nord  | Gemeindezentrum Plötzensee (Standort)                                                              |      | Roman Ilisch                                      | 1971                                | II/P    | 20                                   | 1987 durch Ilisch renoviert. |
| 04 Charlottenburg-Wilmersdorf | Charlottenburg-Nord  | Maria Regina Martyrum (Standort)                                                                   |      | Johannes Klais Orgelbau                           | 1961–1963                           | III/P   | 25                                   | → Orgel |
| 04 Charlottenburg-Wilmersdorf | Charlottenburg-Nord  | Sühne-Christi-Kirche (Standort)                                                                    |      | Karl Schuke Berliner Orgelbauwerkstatt            | 1967                                | III/P   | 42                                   | 1988 erweitert von Schuke. |
| 04 Charlottenburg-Wilmersdorf | Charlottenburg-Nord  | Neuapostolische Kirche (Standort)                                                                  |      | Emil Hammer Orgelbau                              | 1990                                | II/P    | 19                                   | |
| 04 Charlottenburg-Wilmersdorf | Grunewald            | Grunewaldkirche (Standort)                                                                         |      | Karl Schuke Berliner Orgelbauwerkstatt            | 1967                                | III/P   | 52                                   | → Orgel → Truhenorgel |
| 04 Charlottenburg-Wilmersdorf | Grunewald            | St. Karl Borromäus (Standort)                                                                      |      | Kreienbrink Orgelbau                              | 1979                                | III/P   | 47                                   | 1979 tech. Neubau unter Verwendung von historischem Pfeifenmaterial aus den Jahren 1898 und 1948; Ursprünglich im Billerbecker Dom, seit 2017 in St. Karl Borromäus; Umsetzung und Intonation durch Orgelbau Fleiter → Orgel |
| 04 Charlottenburg-Wilmersdorf | Halensee             | Hochmeisterkirche (Standort)                                                                       |      | Karl Schuke Berliner Orgelbauwerkstatt            | 1959                                | II/P    | 22                                   | |
| 04 Charlottenburg-Wilmersdorf | Halensee             | St. Albertus Magnus (Standort)                                                                     |      | Noeske Orgelbau, Rotenburg/Fulda                  | 1970                                | III/P   | 28                                   | → Orgel |
| 04 Charlottenburg-Wilmersdorf | Schmargendorf        | Dorfkirche (Standort)                                                                              |      | Dieter Noeske                                     | 1970                                | II/P    | 14                                   | → Orgel |
| 04 Charlottenburg-Wilmersdorf | Schmargendorf        | Kreuzkirche (Standort)                                                                             |      | Karl Schuke Berliner Orgelbauwerkstatt            | 1957                                | II/P    | 17                                   | → Orgel |
| 04 Charlottenburg-Wilmersdorf | Schmargendorf        | St. Salvator (Standort)                                                                            |      | Johannes Klais Orgelbau                           | 1935                                | III/P   | 25 (26)                              | → Orgel → Orgel |
| 04 Charlottenburg-Wilmersdorf | Westend              | Epiphanien-Kirche (Standort)                                                                       |      | Orgelbau Friedrich Weigle                         | 1975                                | III/P   | 55                                   | 1996 erweitert von A. Voigt. → Orgel |
| 04 Charlottenburg-Wilmersdorf | Westend              | Friedenskirche (Standort)                                                                          |      | Gebr. Späth Orgelbau                              | 1982                                | II/P    | 16                                   | → Orgel |
| 04 Charlottenburg-Wilmersdorf | Westend              | Heilig Geist (Standort)                                                                            |      | Rieger Orgelbau                                   | 1990                                | II/P    | 28                                   | 2008 überholt u. neu intoniert → Orgel |
| 04 Charlottenburg-Wilmersdorf | Westend              | Neu-Westend-Kirche (Standort)                                                                      |      | E. F. Walcker & Cie.                              | 1965                                | II/P    | 25                                   | überholt 2016 → Orgel |
| 04 Charlottenburg-Wilmersdorf | Westend              | Saint George’s (Standort)                                                                          |      | E. F. Walcker & Cie.                              | 1966                                | II/P    | 15                                   | |
| 04 Charlottenburg-Wilmersdorf | Wilmersdorf          | Auenkirche (Standort)                                                                              |      | P. Furtwängler & Hammer                           | 1898                                | IV/P    | 78                                   | → Orgel |
| 04 Charlottenburg-Wilmersdorf | Wilmersdorf          | Daniel-Gemeindezentrum (Standort)                                                                  |      | Karl Schuke Berliner Orgelbauwerkstatt            | 1992                                | II/P    | 16                                   | |
| 04 Charlottenburg-Wilmersdorf | Wilmersdorf          | Goethe-Gymnasium (Standort)                                                                        |      | Wilhelm Sauer                                     | 1904                                | II      | 12                                   | |
| 04 Charlottenburg-Wilmersdorf | Wilmersdorf          | Heilig Kreuz (Standort)                                                                            |      | G. F. Steinmeyer & Co.                            | 1927                                | III/P   | 52                                   | → Orgel |
| 04 Charlottenburg-Wilmersdorf | Wilmersdorf          | St. Marien (Unbefleckte Empfängnis) (Standort)                                                     |      | Anton Feith (senior)                              | 1925                                | III/P   | 54                                   | → Orgel |
| 04 Charlottenburg-Wilmersdorf | Wilmersdorf          | St. Petrus (Standort)                                                                              |      | Albert Keates                                     | 1900                                | II/P    | 16                                   | 2005 in England aus einer aufgegebenen Kirche erworben. Nach Restaurierung und Nachrüstung 2009 aufgestellt. → Orgel |
| 04 Charlottenburg-Wilmersdorf | Wilmersdorf          | Zum Heiligen Kreuz (Standort)                                                                      |      | Gebrüder Dinse, Alexander Schuke Potsdam Orgelbau | 1908, 1937                          | III/P   | 36                                   | wenige Register von Dinse erhalten, 1937 nicht abgeschlossener Umbau, Erneuerung der Spielanlage durch Dieter Noeske und Austausch einzelner Register                                                                        |
| 04 Charlottenburg-Wilmersdorf | Wilmersdorf          | Kirche am Hohenzollernplatz (Standort)                                                             |      | Emanuel Kemper                                    | 1966                                | IV/P    | 61                                   | → Orgel |
| 04 Charlottenburg-Wilmersdorf | Wilmersdorf          | Kirche am Hohenzollernplatz (Chororgel) (Standort)                                                 |      | E. F. Walcker & Cie.                              | 1967                                | I/P     | 7                                    | → Orgel |
| 04 Charlottenburg-Wilmersdorf | Wilmersdorf          | Lindenkirche (Standort)                                                                            |      | Werner Bosch Orgelbau                             | 1965                                | V/P     | 84                                   | → Orgel → Orgel |
| 04 Charlottenburg-Wilmersdorf | Wilmersdorf          | Lindenkirche (Chororgel) (Standort)                                                                |      | Werner Bosch Orgelbau                             | 1993                                | II/P    | 10                                   | → Orgel |
| 04 Charlottenburg-Wilmersdorf | Wilmersdorf          | Lindenkirche, Kapelle (Standort)                                                                   |      | Patrick Collon                                    | 1992                                | I       | 10                                   | → Orgel |
| 04 Charlottenburg-Wilmersdorf | Wilmersdorf          | Vater-Unser-Kirche (Standort)                                                                      |      | E. F. Walcker & Cie.                              | 1961                                | II/P    | 16                                   | |
| 04 Charlottenburg-Wilmersdorf | Wilmersdorf          | St. Ludwig (Standort)                                                                              |      | Gebr. Stockmann Orgelbau                          | 1970                                | III/P   | 46                                   | → Orgel |
| 04 Charlottenburg-Wilmersdorf | Wilmersdorf          | Schwedische Kirche (Standort)                                                                      |      | Karl Schuke Berliner Orgelbauwerkstatt            | 1961                                | II/P    | 11                                   | → Orgel |
| 04 Charlottenburg-Wilmersdorf | Wilmersdorf          | Erste Kirche Christi, Wissenschafter (Standort)                                                    |      | – unbekannt –                                     |                                     |         |                                      | |
| 04 Charlottenburg-Wilmersdorf | Charlottenburg       | Universität der Künste, Große Orgel (Standort)                                                     |      | Karl Schuke Berliner Orgelbauwerkstatt            | 1960                                | III/P   | 57                                   | 1993 durch Schuke umgebaut → Orgel |
| 04 Charlottenburg-Wilmersdorf | Charlottenburg       | Universität der Künste, Italienische Orgel (Standort)                                              |      | – unbekannt –                                     | 1740                                | I       | 9                                    | 2005 restauriert. → Orgel |
| 04 Charlottenburg-Wilmersdorf | Charlottenburg       | Universität der Künste, Rowan-West-Orgel (Standort)                                                |      | Rowan West                                        | 2007                                | II/P    | 22                                   | im Stil einer norddeutschen Barockorgel → Orgel |
| 04 Charlottenburg-Wilmersdorf | Charlottenburg       | Universität der Künste, Dinse-Orgel (Standort)                                                     |      | Gebrüder Dinse                                    | 1894                                | II      | 15                                   | → Orgel |
| 04 Charlottenburg-Wilmersdorf | Charlottenburg       | Universität der Künste, Böhmische Orgel (Standort)                                                 |      | Hans van Rossum                                   | 2003                                | I       | 5                                    | → Orgel |
| 04 Charlottenburg-Wilmersdorf | Charlottenburg       | Universität der Künste, Konzertsaal (Standort)                                                     |      | Karl Schuke Berliner Orgelbauwerkstatt            | 1955                                | IV/P    | 70                                   | |
| 04 Charlottenburg-Wilmersdorf | Charlottenburg       | Universität der Künste, Übeorgel (Standort)                                                        |      | Karl Schuke Berliner Orgelbauwerkstatt            |                                     | II/P    | 9                                    | → Orgel |
| 04 Charlottenburg-Wilmersdorf | Charlottenburg       | Universität der Künste, Übeorgel (Standort)                                                        |      | Karl Schuke Berliner Orgelbauwerkstatt            | 1984                                | II/P    | 11                                   | → Orgel |
| 04 Charlottenburg-Wilmersdorf | Charlottenburg       | Universität der Künste, Übeorgel (Standort)                                                        |      | Karl Schuke Berliner Orgelbauwerkstatt            | 1963                                | II/P    | 16                                   | 2005 durch Schuke umgebaut → Orgel |
| 05 Spandau                    | Falkenhagener Feld   | Kirche im Evangelischen Waldkrankenhaus (Standort)                                                 |      | Karl Lötzerich Orgelbau                           | 1990                                | II/P    | 16                                   | → Orgel |
| 05 Spandau                    | Falkenhagener Feld   | Jeremia-Kirche (Standort)                                                                          |      | Gerald Woehl                                      | 2021–2022                           | II/P    | 16                                   | zwei Schwellwerke mit einem Vorabzug, 7 Manual-Extensionen und Pedal-Transmissionen zu allen Registern; Ersatz für die 2020 verbrannte Orgel von E. F. Walcker & Cie. (1966)                                                 |
| 05 Spandau                    | Falkenhagener Feld   | Gemeindehaus Klosterfelde (Standort)                                                               |      | Karl Schuke                                       | 1972                                | II/P    | 13                                   | 1972: 12 Register, spätere Erweiterung |
| 05 Spandau                    | Falkenhagener Feld   | Zufluchtskirche (Standort)                                                                         |      | E. F. Walcker & Cie.                              | 1967                                | I/P     | 6                                    | 1972: 12 Register, spätere Erweiterung |
| 05 Spandau                    | Falkenhagener Feld   | St. Markus (Standort)                                                                              |      | Freiburger Orgelbau Hartwig und Tilmann Späth     | 1984                                | II/P    | 14                                   | |
| 05 Spandau                    | Gatow                | Dorfkirche (Standort)                                                                              |      | Karl Schuke                                       | 1953                                | II/P    | 15                                   | Opus 5; 1988 Erweiterung um 1 Register und Dispositions-Ändererung durch K. Schuke → Orgel |
| 05 Spandau                    | Gatow                | St. Raphael (Standort)                                                                             |      | Freiburger Orgelbau Hartwig und Tilmann Späth     | 1987                                | II/P    | 13                                   | Die ehemals katholische Kirche wurde 2005 profaniert und abgerissen. Die Sauer-Orgel befindet sich heute als Chororgel in St. Vinzenz Menden (Sauerland)                                                                     |
| 05 Spandau                    | Hakenfelde           | Kirche im Johannesstift (Standort)                                                                 |      | E. F. Walcker & Cie.                              | 1968                                | IV/P    | 64                                   | → Orgel |
| 05 Spandau                    | Hakenfelde           | Neuapostolische Kirche (Standort)                                                                  |      | Karl Schuke Berliner Orgelbauwerkstatt            | 1959                                | I/P     | 7                                    | Das Instrument wurde 2004 in diese Kirche versetzt. Serienorgel Typ „Thomas“ erweitert um Weidenpfeife 8' durch Sauer Orgelbau                                                                                               |
| 05 Spandau                    | Hakenfelde           | St. Lambertus (Standort)                                                                           |      | Westfälischer Orgelbau S. Sauer                   | 2003                                | II/P    | 18                                   | → Orgel |
| 05 Spandau                    | Hakenfelde           | Gemeindezentrum Radeland (Standort)                                                                |      | E. F. Walcker & Cie.                              | 1970                                | I/P     | 6                                    | Erbaut für das erste Gemeindezentrum 1970, 1992 in die neue Kirche übernommen |
| 05 Spandau                    | Hakenfelde           | Wichernkirche (Standort)                                                                           |      | E. F. Walcker & Cie.                              | 1962–1963                           | II/P    | 16                                   | Entwurf: Herbert Schulze, Karl Theodor Kühn (in den 1970er Jahren verändert); 2005: Grundinstandsetzung durch Orgelbau Klein (Leipzig) → Orgel                                                                               |
| 05 Spandau                    | Haselhorst           | Weihnachtskirche (Standort)                                                                        |      | G. F. Steinmeyer & Co.                            | 1914                                | III/P   | 42                                   | Seit 1937 in Berlin, unsichtbar hinter einer Lamellenwand → Orgel |
| 05 Spandau                    | Haselhorst           | St. Stephanus (Standort)                                                                           |      | – unbekannt –                                     |                                     |         |                                      | |
| 05 Spandau                    | Kladow               | Dorfkirche (Standort)                                                                              |      | Carl Ludwig Gesell                                | 1865                                | I/P     | 9                                    | 1953 und 1976 Restaurierung durch Karl Schuke → Orgel |
| 05 Spandau                    | Kladow               | Mariä Himmelfahrt (Standort)                                                                       |      | Sauer Orgelbau                                    | 2006                                | II/P    | 19+4                                 | → Orgel |
| 05 Spandau                    | Kladow               | Schilfdachkapelle Zum Guten Hirten (Standort)                                                      |      | – unbekannt –                                     |                                     | I/P     |                                      | |
| 05 Spandau                    | Siemensstadt         | Christophoruskirche (Standort)                                                                     |      | E. F. Walcker & Cie.                              | 1931                                | II/P    | 30+3                                 | → Orgel 2005 von Westfälischer Orgelbau S. Sauer nach dem Klangbild der spätromantischen Orgelbewegung restauriert → Orgel                                                                                                   |
| 05 Spandau                    | Siemensstadt         | St. Joseph (Standort)                                                                              |      | Rieger Orgelbau                                   | 1935                                | II/P    | 27                                   | → Orgel |
| 05 Spandau                    | Spandau              | Lutherkirche (Standort)                                                                            |      | Hugo Mayer Orgelbau                               | 2015                                | II/P    | 27 + 1                               | Vorherige Orgeln: Dinse, 1896 und mehrmals erweitert, 1996 wegen Kirchenumbaus entfernt; 1996–2014: Orgelpositiv (Fa. Illisch) → Orgel                                                                                       |
| 05 Spandau                    | Spandau              | Maria, Hilfe der Christen (Standort)                                                               |      | Anton Feith jr., Paderborn                        | 1959                                | III/P   | 30                                   | → Orgel |
| 05 Spandau                    | Spandau              | St. Marien am Behnitz (Standort)                                                                   |      | Alexander Schuke Potsdam Orgelbau                 | 2003                                | II/P    | 35                                   | → Orgel |
| 05 Spandau                    | Spandau              | St. Nikolai (Standort)                                                                             |      | Hermann Eule Orgelbau Bautzen                     | 1996                                | III/P   | 51                                   | → Orgel |
| 05 Spandau                    | Staaken              | Dorfkirche (Standort)                                                                              |      | W. Sauer Orgelbau Frankfurt (Oder)                | 1992                                | I/P     | 5                                    | 1996 von Altkathol. Kirche Neukölln erworben |
| 05 Spandau                    | Staaken              | Kirche im Gemeinwesenzentrum Heerstraße Nord (Standort)                                            |      | – unbekannt –                                     |                                     | I/P     | 5                                    | 1996 von Altkathol. Kirche Neukölln erworben |
| 05 Spandau                    | Staaken              | Kirche Staaken-Gartenstadt (Standort)                                                              |      | Friedrich Weißenborn (Braunschweig)               | 1959                                | I/P     | 9                                    | Vorgängerinstrument (Ferdinand Dinse) kam 1928 gebraucht in die Kirche; 1999: Krummhorn durch Bassflöte ersetzt (Karl Schuke) → Orgel                                                                                        |
| 05 Spandau                    | Staaken              | St. Maximilian Kolbe (Standort)                                                                    |      | Winfried Albiez                                   | 1980                                | III/P   | 25                                   | → Orgel |
| 05 Spandau                    | Staaken              | Zuversichtskirche (Standort)                                                                       |      | Friedrich Weißenborn                              | 1968                                | II/P    | 23                                   | |
| 05 Spandau                    | Staaken              | St. Franziskus von Assisi (Standort)                                                               |      | – unbekannt –                                     |                                     |         |                                      | |
| 05 Spandau                    | Wilhelmstadt         | Gnadenkirche (Standort)                                                                            |      | E. F. Walcker & Cie.                              | 1958                                | II/P    | 8                                    | → Orgel |
| 05 Spandau                    | Wilhelmstadt         | Laurentiuskirche (Standort)                                                                        |      | E. F. Walcker & Cie.                              | 1964                                | II/P    | 12                                   | → Orgel |
| 05 Spandau                    | Wilhelmstadt         | Melanchthon-Kirche (Standort)                                                                      |      | Steinmeyer                                        | 1938                                | II/P    | 28                                   | Vorgängerinstrument von 1894 → Orgel |
| 05 Spandau                    | Wilhelmstadt         | St. Wilhelm (Standort)                                                                             |      | Orgelbau Eisenbarth                               | 1979                                | III/P   | 32                                   | |
| 06 Steglitz-Zehlendorf        | Dahlem               | St. Bernhard (Standort)                                                                            |      | Gebr. Stockmann Orgelbau                          | 1962                                | III/P   | 29                                   | → Orgel |
| 06 Steglitz-Zehlendorf        | Dahlem               | Dorfkirche (Standort)                                                                              |      | Emil Hammer Orgelbau                              | 1974                                | II/P    | 18                                   | |
| 06 Steglitz-Zehlendorf        | Dahlem               | Jesus-Christus-Kirche (Standort)                                                                   |      | Emil Hammer Orgelbau                              | 1970                                | III/P   | 45                                   | → Orgel |
| 06 Steglitz-Zehlendorf        | Lankwitz             | Dorfkirche (Standort)                                                                              |      | Karl Schuke Berliner Orgelbauwerkstatt            | 1956                                | I/P     | 6                                    | → Orgel |
| 06 Steglitz-Zehlendorf        | Lankwitz             | Dreifaltigkeitskirche (Standort)                                                                   |      | E. F. Walcker & Cie.                              | 1966                                | III/P   | 32                                   | → Orgel |
| 06 Steglitz-Zehlendorf        | Lankwitz             | Mater Dolorosa (Standort)                                                                          |      | Freiburger Orgelbau Hartwig und Tilmann Späth     | 1977                                | III/P   | 40                                   | → Orgel 1987 um ein Rückpositiv erweitert |
| 06 Steglitz-Zehlendorf        | Lankwitz             | St. Benedikt (Standort)                                                                            |      | Detlef Kleuker                                    | 1971                                | I/P     | 8                                    | → Orgel |
| 06 Steglitz-Zehlendorf        | Lankwitz             | Klosterkirche St. Augustinus (Standort)                                                            |      | Orgelbau Gebr. Stockmann                          | 1950er Jahre (~)                    | II/P    | 11                                   | → Orgel |
| 06 Steglitz-Zehlendorf        | Lankwitz             | Dominikuskloster (Standort)                                                                        |      | – unbekannt –                                     |                                     |         |                                      | |
| 06 Steglitz-Zehlendorf        | Lankwitz             | Kreuzkirche (Standort)                                                                             |      | Karl Lötzerich Orgelbau                           | 1981                                | II/P    | 13                                   | → Orgel |
| 06 Steglitz-Zehlendorf        | Lankwitz             | Paul-Schneider-Kirche (Standort)                                                                   |      | E. F. Walcker & Cie.                              | 1960                                | II/P    | 10                                   | → Orgel |
| 06 Steglitz-Zehlendorf        | Lankwitz             | Dietrich-Bonhoeffer-Gemeindezentrum (Standort)                                                     |      | Oberlinger                                        | 1973                                | II/P    | 21                                   | → Orgel |
| 06 Steglitz-Zehlendorf        | Lichterfelde         | Heilige Familie (Standort)                                                                         |      | Orgelbau Romanus Seifert & Sohn                   | 1954                                | III/P   | 31                                   | → Orgel |
| 06 Steglitz-Zehlendorf        | Lichterfelde         | Petruskirche (Standort)                                                                            |      | E.F. Walcker & Cie.                               | 1967                                | III/P   | 35                                   | → Orgel |
| 06 Steglitz-Zehlendorf        | Lichterfelde         | Pauluskirche (Standort)                                                                            |      | Karl Schuke Berliner Orgelbauwerkstatt            | 1960                                | III/P   | 35                                   | → Orgel |
| 06 Steglitz-Zehlendorf        | Lichterfelde         | Johanneskirche (Standort)                                                                          |      | Karl Schuke Berliner Orgelbauwerkstatt            | 1965                                | II/P    | 23                                   | → Orgel |
| 06 Steglitz-Zehlendorf        | Lichterfelde         | Martin-Luther-Kirche (Standort)                                                                    |      | Karl Schuke Berliner Orgelbauwerkstatt            | 1961                                | II/P    | 23                                   | → Orgel |
| 06 Steglitz-Zehlendorf        | Lichterfelde         | Johann-Sebastian-Bach-Kirche (Standort)                                                            |      | Karl Schuke Berliner Orgelbauwerkstatt            | 1952                                | II/P    | 10                                   | Opus 2 der Firma |
| 06 Steglitz-Zehlendorf        | Nikolassee           | Kirche Nikolassee (Standort)                                                                       |      | G. F. Steinmeyer & Co.                            | 1970                                | III/P   | 30                                   | → Orgel |
| 06 Steglitz-Zehlendorf        | Schlachtensee        | Johanneskirche (Standort)                                                                          |      | Karl Schuke Berliner Orgelbauwerkstatt            | 1966                                | II/P    | 24                                   | |
| 06 Steglitz-Zehlendorf        | Schlachtensee        | Zu den Heiligen Zwölf Aposteln (Standort)                                                          |      | Johannes Klais Orgelbau                           | 1960                                | II/P    | 21                                   | Orgel |
| 06 Steglitz-Zehlendorf        | Steglitz             | Baptistenkirche (Standort)                                                                         |      | E. F. Walcker & Cie.                              | 1962                                | II/P    | 16                                   | → Orgel |
| 06 Steglitz-Zehlendorf        | Steglitz             | Lukaskirche (Standort)                                                                             |      | Dieter Noeske                                     | 1965                                | III/P   | 42                                   | → Orgel |
| 06 Steglitz-Zehlendorf        | Steglitz             | Markuskirche (Standort)                                                                            |      | Orgelbau Friedrich Weigle                         | 1963                                | III/P   | 37                                   | → Orgel |
| 06 Steglitz-Zehlendorf        | Steglitz             | Matthäuskirche (Standort)                                                                          |      | E. F. Walcker & Cie.                              | 1958                                | II/P    | 42                                   | op. 3642 → Orgel → Orgel |
| 06 Steglitz-Zehlendorf        | Steglitz             | Zur Wiederkunft Christi (Standort)                                                                 |      | E. F. Walcker & Cie.                              | 1962                                | II/P    | 19 (20)                              | |
| 06 Steglitz-Zehlendorf        | Steglitz             | Patmos-Kirche (Standort)                                                                           |      | Gebrüder Euler                                    | 1967                                | II/P    | 21                                   | → Orgel |
| 06 Steglitz-Zehlendorf        | Steglitz             | Rosenkranz-Basilika (Standort)                                                                     |      | Orgelbau Gebr. Stockmann                          | 1966                                | III/P   | 42                                   | → Orgel |
| 06 Steglitz-Zehlendorf        | Steglitz             | St. Johannes Evangelist (Standort)                                                                 |      | Gebr. Späth Orgelbau                              | 1970                                | III/P   | 18                                   | → Orgel |
| 06 Steglitz-Zehlendorf        | Wannsee              | Andreaskirche (Standort)                                                                           |      | Christensen & Sønner                              | 1980                                | II/P    | 21                                   | → Orgel |
| 06 Steglitz-Zehlendorf        | Wannsee              | Kirche am Stölpchensee (Standort)                                                                  |      | Orgelbau Mühleisen                                | 2010                                | II/P    | 17                                   | → Orgel |
| 06 Steglitz-Zehlendorf        | Wannsee              | St. Michael (Standort)                                                                             |      | E. F. Walcker & Cie.                              | 1956                                | II/P    | 15                                   | 1990 aus der Kirchenmusikschule Heidelberg versetzt und um einen neuen Prospekt ergänzt. |
| 06 Steglitz-Zehlendorf        | Wannsee              | St. Peter und Paul (Standort)                                                                      |      | Alexander Schuke Potsdam Orgelbau                 | 1937                                | II/P    | 19                                   | Unter Verwendung von Gehäuse und Teilen der Vorgängerorgel (Johann Friedrich Turley 1837) → Orgel |
| 06 Steglitz-Zehlendorf        | Wannsee              | Baptistenkirche (Standort)                                                                         |      | Gebrüder Oberlinger                               | 1993                                | II/P    | 18                                   | → Orgel |
| 06 Steglitz-Zehlendorf        | Zehlendorf           | Dorfkirche (Standort)                                                                              |      | Karl Schuke Berliner Orgelbauwerkstatt            | 1991                                | II/P    | 14                                   | Hinter 1942 bis 1989 eingelagertem Prospekt aus der Dreifaltigkeitskirche → Orgel |
| 06 Steglitz-Zehlendorf        | Zehlendorf           | Pauluskirche, Symphonische Orgel (Standort)                                                        |      | Karl Schuke Berliner Orgelbauwerkstatt            | 2011–2013                           | III/P   | 38                                   | in französisch-symphonischen Stil; vier weitere Register zum Ausbau vorbereitet. → Orgel |
| 06 Steglitz-Zehlendorf        | Zehlendorf           | Pauluskirche, Bachorgel (Standort)                                                                 |      | Rowan West                                        | 2011–2013                           | II/P    | 25                                   | orientiert an mitteldeutschen Barockorgeln im Stil von Gottfried Silbermann und Tobias Heinrich Gottfried Trost → Orgel |
| 06 Steglitz-Zehlendorf        | Zehlendorf           | Emmaus-Kirche (Standort)                                                                           |      | Alexander Schuke Potsdam Orgelbau                 | 1935                                | II/P    | 25                                   | → Orgel |
| 06 Steglitz-Zehlendorf        | Zehlendorf           | Kirche Schönow-Buchgraben (Standort)                                                               |      | Klop Orgelbau                                     | 1994                                | II/P    | 23                                   | → Orgel → Orgel |
| 06 Steglitz-Zehlendorf        | Zehlendorf           | Kirche zur Heimat (Standort)                                                                       |      | Willi Peter                                       | 1968                                | II/P    | 25                                   | → Orgel |
| 06 Steglitz-Zehlendorf        | Zehlendorf           | Stephanuskirche (Standort)                                                                         |      | Karl Schuke                                       | 1964                                | II/P    | 17                                   | → Orgel |
| 06 Steglitz-Zehlendorf        | Zehlendorf           | Herz Jesu (Standort)                                                                               |      | Detlef Kleuker                                    | 1973                                | III/P   | 25                                   | |
| 06 Steglitz-Zehlendorf        | Zehlendorf           | St. Otto (Standort)                                                                                |      | Johannes Klais Orgelbau                           | 1968                                | II/P    | 15                                   | → Orgel |
| 06 Steglitz-Zehlendorf        | Zehlendorf           | Betsaal des Diakonievereins (Standort)                                                             |      | E. F. Walcker & Cie.                              | 1971                                | II/P    | 10                                   | |
| 07 Tempelhof-Schöneberg       | Friedenau            | Philippuskirche (Standort)                                                                         |      | Karl Schuke Berliner Orgelbauwerkstatt            | 1964                                | II/P    | 18                                   | → Orgel |
| 07 Tempelhof-Schöneberg       | Friedenau            | Zum Guten Hirten (Standort)                                                                        |      | Karl Schuke Berliner Orgelbauwerkstatt            | 1968                                | III/P   | 42                                   | → Orgel → Orgel |
| 07 Tempelhof-Schöneberg       | Friedenau            | Friedenskirche (Standort)                                                                          |      | Arndt Stephan                                     | 1970                                | II/P    | 10                                   | |
| 07 Tempelhof-Schöneberg       | Lichtenrade          | Dorfkirche (Standort)                                                                              |      | Karl Schuke Berliner Orgelbauwerkstatt            | 1968                                | II/P    | 18                                   | |
| 07 Tempelhof-Schöneberg       | Mariendorf           | Dorfkirche Mariendorf (Standort)                                                                   |      | Karl Schuke Berliner Orgelbauwerkstatt            | 1957                                | II/P    | 18                                   | |
| 07 Tempelhof-Schöneberg       | Mariendorf           | Martin-Luther-Gedächtniskirche (Standort)                                                          |      | E. F. Walcker & Cie.                              | 1935                                | IV/P    | 43                                   | → Orgel |
| 07 Tempelhof-Schöneberg       | Mariendorf           | Maria Frieden (Standort)                                                                           |      | Johannes Klais Orgelbau                           | 1979                                | III/P   | 33                                   | → Orgel |
| 07 Tempelhof-Schöneberg       | Mariendorf           | Eckener-Gymnasium (Standort)                                                                       |      | Albert Kienscherf                                 | nach 1907                           | II/P    | 11                                   | |
| 07 Tempelhof-Schöneberg       | Marienfelde          | Dorfkirche (Standort)                                                                              |      | Frobenius Orgelbyggeri                            | 1994                                | III/P   | 26                                   | überholt 2014 → Orgel |
| 07 Tempelhof-Schöneberg       | Marienfelde          | St. Alfons (Standort)                                                                              |      | Gebrüder Stockmann                                | 1959                                | II/P    | 17                                   | |
| 07 Tempelhof-Schöneberg       | Marienfelde          | Klosterkirche Vom Guten Hirten (Standort)                                                          |      | Friedrich Fleiter                                 | 1888                                | II/P    | 19                                   | → Orgel |
| 07 Tempelhof-Schöneberg       | Schöneberg           | Apostel-Paulus-Kirche (Standort)                                                                   |      | E. F. Walcker & Cie.                              | 1964                                | III/P   | 38                                   | → Orgel |
| 07 Tempelhof-Schöneberg       | Schöneberg           | Dorfkirche (Standort)                                                                              |      | Karl Schuke Berliner Orgelbauwerkstatt            | 1955                                | II/P    | 15                                   | → Orgel |
| 07 Tempelhof-Schöneberg       | Schöneberg           | Paul-Gerhardt-Kirche (Standort)                                                                    |      | Dirk Andries Flentrop                             | 1965                                | III/P   | 36                                   | → Orgel |
| 07 Tempelhof-Schöneberg       | Schöneberg           | Zwölf-Apostel-Kirche (Standort)                                                                    | \|   | Karl Schuke Berliner Orgelbauwerkstatt            | 1968                                | III/P   | 40                                   | → Orgel |
| 07 Tempelhof-Schöneberg       | Schöneberg           | Kirche zum Heilsbronnen (Standort)                                                                 |      | Karl Schuke Berliner Orgelbauwerkstatt            | 1958                                | III/P   | 42                                   | → Orgel |
| 07 Tempelhof-Schöneberg       | Schöneberg           | Königin-Luise-Gedächtniskirche (Standort)                                                          |      | Detlef Kleuker                                    | 1967                                | III/P   | 38                                   | |
| 07 Tempelhof-Schöneberg       | Schöneberg           | Lutherkirche (Standort)                                                                            |      | Detlef Kleuker                                    | 1964                                | III/P   | 39                                   | → Orgel |
| 07 Tempelhof-Schöneberg       | Schöneberg           | Michaelskirche (Standort)                                                                          |      | E.F.Walcker&Cie.                                  | 1959                                | II/P    | 11                                   | → Orgel |
| 07 Tempelhof-Schöneberg       | Schöneberg           | Nathanaelkirche (Standort)                                                                         |      | Karl Schuke Berliner Orgelbauwerkstatt            | 1958                                | III/P   | 32                                   | → Orgel |
| 07 Tempelhof-Schöneberg       | Schöneberg           | St. Matthias (Standort)                                                                            |      | Romanus Seifert                                   | 1958                                | IV/P    | 76                                   | → Orgel → Orgel |
| 07 Tempelhof-Schöneberg       | Schöneberg           | St. Elisabeth (Standort)                                                                           |      | – unbekannt –                                     |                                     |         |                                      | |
| 07 Tempelhof-Schöneberg       | Schöneberg           | St. Konrad (Standort)                                                                              |      | Romanus Seifert                                   | 1967                                | II/P    | 25                                   | → Orgel |
| 07 Tempelhof-Schöneberg       | Schöneberg           | St. Norbert (Standort)                                                                             |      | Karl Schuke Berliner Orgelbauwerkstatt            | 1970                                | III/P   | 27                                   | → Orgel |
| 07 Tempelhof-Schöneberg       | Schöneberg           | Neuapostolische Kirche (Standort)                                                                  |      | – unbekannt –                                     |                                     |         |                                      | |
| 07 Tempelhof-Schöneberg       | Schöneberg           | Baptistenkirche (Standort)                                                                         |      | Paschen Kiel Orgelbau                             | 1972                                | II/P    | 20                                   | → Orgel |
| 07 Tempelhof-Schöneberg       | Schöneberg           | Kolonnenstrasse (Standort)                                                                         |      | W. Sauer Orgelbau Frankfurt (Oder)                | 1969                                | I       | 3                                    | Ursprünglich für die Friedhofskapelle des Dorotheenstädtischen Friedhofs gebaut. Das Instrument wurde 2014 instand gesetzt und befindet sich derzeit in Privatbesitz.                                                        |
| 07 Tempelhof-Schöneberg       | Tempelhof            | Dorfkirche (Standort)                                                                              |      | Karl Schuke Berliner Orgelbauwerkstatt            | 1953                                | II/P    | 18                                   | |
| 07 Tempelhof-Schöneberg       | Tempelhof            | Glaubenskirche (Standort)                                                                          |      | W. Sauer Orgelbau Frankfurt (Oder)                | 1915                                | III/P   | 49                                   | → Orgel |
| 07 Tempelhof-Schöneberg       | Tempelhof            | Kirche auf dem Tempelhofer Feld (Standort)                                                         |      | Karl Schuke Berliner Orgelbauwerkstatt            | 1957                                | III/P   | 30                                   | → Orgel |
| 07 Tempelhof-Schöneberg       | Tempelhof            | Herz Jesu (Standort)                                                                               |      | Conacher                                          | 1911                                | II/P    | 19                                   | 2005 aus England importiert. → Orgel |
| 07 Tempelhof-Schöneberg       | Tempelhof            | St. Fidelis (Standort)                                                                             |      | Freiburger Orgelbau Hartwig und Tilmann Späth     | 2002                                | II/P    | 18                                   | → Orgel |
| 07 Tempelhof-Schöneberg       | Tempelhof            | St. Judas Thaddäus (Standort)                                                                      |      | Gebrüder Hillebrand Orgelbau                      | 1983                                | II/P    | 26                                   | |
| 07 Tempelhof-Schöneberg       | Tempelhof            | St. Johannes Capistran (Standort)                                                                  |      | Wilhelm Sauer                                     | 1920er Jahre (~)                    | I/P     | 7                                    | Gebrauchtes Pneumatisches Instrument; Kirchengebäude 2005 abgerissen. → Orgel |
| 08 Neukölln                   | Britz                | Dorfkirche (Standort)                                                                              |      | Karl Schuke Berliner Orgelbauwerkstatt            | 1999                                | II/P    | 16                                   | → Orgel |
| 08 Neukölln                   | Britz                | Fürbitt-Kirche (Standort)                                                                          |      | Paul Ott Werkstatt für Orgelbau                   | 1969                                | II/P    | 22                                   | → Orgel |
| 08 Neukölln                   | Britz                | Hephatakirche (Standort)                                                                           |      | Karl Schuke                                       | 1971                                | II/P    | 15                                   | → Orgel |
| 08 Neukölln                   | Britz                | Johann-Christoph-Blumhardt-Kirche (Standort)                                                       |      | E. F. Walcker & Cie.                              | 1967                                | II/P    | 15                                   | |
| 08 Neukölln                   | Britz                | St. Bruder Klaus (Standort)                                                                        |      | Klaus Corbach                                     | 1991                                | III/P   | 22                                   | → Orgel |
| 08 Neukölln                   | Britz                | Heiliger Schutzengel (Standort)                                                                    |      | Freiburger Orgelbau Hartwig und Tilmann Späth     | 1978                                | II/P    | 18 (22)                              | Die Kirche wurde 2011 an die Freikirche International Christian Church verkauft, die Orgel wird seitdem kaum genutzt. |
| 08 Neukölln                   | Buckow               | Dorfkirche (Standort)                                                                              |      | Alexander Schuke Potsdam Orgelbau                 | 1998                                | II/P    | 17                                   | |
| 08 Neukölln                   | Buckow               | St. Theresia vom Kinde Jesu (Standort)                                                             |      | Orgelbau Gebr. Stockmann                          | 1991                                | II/P    | 26                                   | → Gemeinde-Homepage |
| 08 Neukölln                   | Gropiusstadt         | Dreieinigkeitskirche (Standort)                                                                    |      | G. F. Steinmeyer & Co.                            | 1971                                | II/P    | 26                                   | → Orgel |
| 08 Neukölln                   | Gropiusstadt         | Martin-Luther-King-Kirche (Standort)                                                               |      | Friedrich Weißenborn                              | 1970                                | II/P    | 23                                   | → Orgel |
| 08 Neukölln                   | Gropiusstadt         | St. Dominicus (Standort)                                                                           |      | Klaus Corbach                                     | 1988                                | II/P    | 18                                   | → Orgel; 1996 durch W. Sauer Orgelbau Frankfurt neu intoniert. |
| 08 Neukölln                   | Neukölln             | Martin-Luther-Kirche (Standort)                                                                    |      | E. F. Walcker & Cie.                              | 1958                                | III/P   | 35                                   | 2021 überholt → Orgel |
| 08 Neukölln                   | Neukölln             | Magdalenenkirche (Standort)                                                                        |      | Gebrüder Dinse                                    | 1879                                | II/P    | 28                                   | → Orgel Gehäuse und Pfeifenmaterial im Neubau der Sauer-Orgel (1910) erhalten |
| 08 Neukölln                   | Neukölln             | Philipp-Melanchthon-Kirche (Standort)                                                              |      | Karl Schuke Berliner Orgelbauwerkstatt            | 1964                                | III/P   | 38                                   | → Orgel |
| 08 Neukölln                   | Neukölln             | Genezarethkirche (Standort)                                                                        |      | Karl Schuke Berliner Orgelbauwerkstatt            | 1961                                | III/P   | 38                                   | → Orgel |
| 08 Neukölln                   | Neukölln             | Nikodemuskirche (Standort)                                                                         |      | Karl Schuke Berliner Orgelbauwerkstatt            | 1957                                | II/P    | 20                                   | |
| 08 Neukölln                   | Neukölln             | Bethlehemskirche (lutherisch) „Rixdorfer Dorfkirche“ (Standort)                                    |      | E. F. Walcker & Cie.                              | 1960                                | II/P    | 10                                   | |
| 08 Neukölln                   | Neukölln             | Bethlehemskirche (reformiert) (Standort)                                                           |      | – unbekannt –                                     |                                     | I       |                                      | Orgelpositiv (Truhenorgel) vorhanden. |
| 08 Neukölln                   | Neukölln             | Tabeakirche (Standort)                                                                             |      | Karl Schuke Berliner Orgelbauwerkstatt            | 1960                                | II/P    | 7                                    | → Orgel |
| 08 Neukölln                   | Neukölln             | Pauluskirche (SELK) (Standort)                                                                     |      | Karl Schuke Berliner Orgelbauwerkstatt            | 1965                                | II/P    | 10                                   | → Orgel |
| 08 Neukölln                   | Neukölln             | Kathedrale des deutschen Militärordinariats St. Johannes der Täufer „Johannes-Basilika“ (Standort) |      | Wilhelm Sauer                                     | 1896                                | II/P    | 38                                   | |
| 08 Neukölln                   | Neukölln             | St. Clara (Standort)                                                                               |      | Freiburger Orgelbau Hartwig und Tilmann Späth     | 1981                                | III/P   | 44                                   | → Orgel |
| 08 Neukölln                   | Neukölln             | St. Eduard (Standort)                                                                              |      | G. F. Steinmeyer & Co.                            | 1919                                | II/P    | 29                                   | |
| 08 Neukölln                   | Neukölln             | St. Christophorus (Standort)                                                                       |      | – unbekannt –                                     | 1932 (~)                            | II/P    |                                      | |
| 08 Neukölln                   | Neukölln             | St. Richard (Standort)                                                                             |      | Alexander Schuke Potsdam Orgelbau                 | 2000                                | II/P    | 13                                   | Es handelt sich um einen Teilausbau: geplant sind 19 Register. |
| 08 Neukölln                   | Neukölln             | Salemkirche (ev.-meth.) (Standort)                                                                 |      | Karl Lötzerich Orgelbau                           | 1988                                | I/P     | 7                                    | |
| 08 Neukölln                   | Neukölln             | Brüdergemeine (Standort)                                                                           |      | E. F. Walcker & Cie.                              | 1962                                | II/P    | 15                                   | → Orgel |
| 08 Neukölln                   | Neukölln             | Baptistengemeinde (Standort)                                                                       |      | – unbekannt –                                     |                                     |         |                                      | Pfeifenorgel vorhanden! |
| 08 Neukölln                   | Neukölln             | Siebenten-Tags-Adventisten (Standort)                                                              |      | E. F. Walcker & Cie.                              | 1960                                | II/P    | 14                                   | → Orgel |
| 08 Neukölln                   | Neukölln             | Apostolische Nuntiatur (Standort)                                                                  |      | Johannes Klais Orgelbau                           | 2002                                | II/P    | 8                                    | → Orgel |
| 08 Neukölln                   | Rudow                | Dorfkirche (Standort)                                                                              |      | Karl Schuke                                       | 1958                                | II/P    | 19                                   | → Orgel |
| 09 Treptow-Köpenick           | Adlershof            | Verklärungskirche (Standort)                                                                       |      | E.F.Walcker&Cie.                                  | 1934                                | II/P    | 26+1                                 | mit Material einer Orgel von 1900, 1956 Umbau durch Sauer → Orgel |
| 09 Treptow-Köpenick           | Adlershof            | Christus König (Standort)                                                                          |      | Gebr. Rieger                                      | 1933                                | II/P    | 21                                   | → Orgel |
| 09 Treptow-Köpenick           | Altglienicke         | Pfarrkirche (Standort)                                                                             |      | Wilhelm Sauer                                     | 1895                                | II/P    | 20                                   | → Orgel |
| 09 Treptow-Köpenick           | Altglienicke         | Pfarrkirche (Chororgel) (Standort)                                                                 |      | Wilhelm Sauer                                     | 1972                                | I/P     | 4                                    | → Orgel |
| 09 Treptow-Köpenick           | Altglienicke         | Ernst-Moritz-Arndt-Kirche (Standort)                                                               |      | Alexander Schuke Potsdam Orgelbau                 | 1964                                | II/P    | 8                                    | |
| 09 Treptow-Köpenick           | Altglienicke         | Maria Hilf (Standort)                                                                              |      | Wilhelm Sauer                                     | 1981                                | I/P     | 4                                    | → Orgel |
| 09 Treptow-Köpenick           | Baumschulenweg       | Kirche Zum Vaterhaus (Standort)                                                                    |      | Gebrüder Dinse                                    | 1911                                | II/P    | 31+1                                 | 1949 Umdisponierung Karl Fuchs → Orgel |
| 09 Treptow-Köpenick           | Baumschulenweg       | Kirche Zum Vaterhaus (Chororgel) (Standort)                                                        |      | Wilhelm Sauer                                     | 1972                                | I/P     | 8                                    | |
| 09 Treptow-Köpenick           | Baumschulenweg       | St. Anna (Standort)                                                                                |      | VEB Jehmlich Orgelbau Dresden                     | 1972                                | II/P    | 13                                   | → Orgel |
| 09 Treptow-Köpenick           | Baumschulenweg       | Krematorium, Große Feierhalle (Standort)                                                           |      | Karl Schuke Berliner Orgelbauwerkstatt            | 1998                                | II/P    | 12                                   | → Orgel |
| 09 Treptow-Köpenick           | Bohnsdorf            | Dorfkirche (Standort)                                                                              |      | W. Sauer Orgelbau Frankfurt (Oder)                | 1939                                | II/P    | 13                                   | 1969 durch Sauer umgebaut → Orgel |
| 09 Treptow-Köpenick           | Bohnsdorf            | Paul-Gerhardt-Kirche (Standort)                                                                    |      | Wilhelm Sauer                                     | 1951                                | II/P    | 12                                   | → Orgel |
| 09 Treptow-Köpenick           | Bohnsdorf            | St. Hedwigskapelle im Alexianer Krankenhaus Hedwigshöhe (Standort)                                 |      | Wilhelm Sauer                                     | 1996                                | I/P     | 8                                    | → Orgel |
| 09 Treptow-Köpenick           | Friedrichshagen      | Christophoruskirche (Standort)                                                                     |      | Gebrüder Dinse                                    | 1903                                | III/P   | 40                                   | 1938 durch A. Schuke um ein Rückpositiv erweitert, 1991 neuer Spieltisch |
| 09 Treptow-Köpenick           | Grünau               | Friedenskirche (Standort)                                                                          |      | Kuhl & Klatt                                      | 1906                                | II/P    | 25                                   | 2019 abgebaut und teilweise eingelagert |
| 09 Treptow-Köpenick           | Grünau               | Friedenskirche (Chororgel) (Standort)                                                              |      | John Mitchell Grunwell                            | 1860                                | II/P    | 12                                   | 2020 gebraucht erworben |
| 09 Treptow-Köpenick           | Johannisthal         | Evangelische Kirche (Standort)                                                                     |      | Gustav Heinze                                     | 1921                                | II/P    | 13                                   | |
| 09 Treptow-Köpenick           | Johannisthal         | St. Johannes Evangelist (Standort)                                                                 |      | Alexander Schuke Potsdam Orgelbau                 | 1982                                | I/P     | 7                                    | → Orgel |
| 09 Treptow-Köpenick           | Müggelheim           | Dorfkirche (Standort)                                                                              |      | Alexander Schuke Potsdam Orgelbau                 | 1963                                | II/P    | 8                                    | |
| 09 Treptow-Köpenick           | Köpenick             | St. Laurentius (Standort)                                                                          |      | Alexander Schuke Potsdam Orgelbau                 | 1963                                | II/P    | 26                                   | → Orgel |
| 09 Treptow-Köpenick           | Köpenick             | St. Laurentius (Chororgel) (Standort)                                                              |      | Wolfgang Nußbücker                                | 1984                                | I       | 3                                    | → Orgel |
| 09 Treptow-Köpenick           | Köpenick             | St. Josef (Standort)                                                                               |      | W. Sauer Orgelbau Frankfurt (Oder)                | 1973                                | II/P    | 13                                   | → Orgel Vorgänger-Orgel 1958 von Jehmlich Orgelbau Dresden, 1971 erweitert. |
| 09 Treptow-Köpenick           | Köpenick             | Schlosskirche Köpenick (Standort)                                                                  |      | Mitteldeutscher Orgelbau A. Voigt                 | 1987                                | II/P    | 14                                   | hinter Prospekt von Carl August Buchholz (1846) → Orgel |
| 09 Treptow-Köpenick           | Niederschöneweide    | Friedenskirche (Standort)                                                                          |      | Wilhelm Sauer                                     | 1957                                | II/P    | 20                                   | → Orgel |
| 09 Treptow-Köpenick           | Oberschöneweide      | Christuskirche (Standort)                                                                          |      | Wilhelm Sauer                                     | 1908                                | II/P    | 27                                   | 1935/37 durch Steinmeyer umgebaut. → Orgel 1990 Instandsetzung Orgelbau Scheffler → Orgel |
| 09 Treptow-Köpenick           | Oberschöneweide      | Christuskirche (Chororgel) (Standort)                                                              |      | Wilhelm Sauer                                     | 1986                                | I/P     | 8                                    | → Orgel |
| 09 Treptow-Köpenick           | Oberschöneweide      | St. Antonius (Standort)                                                                            |      | Anton Feith                                       | 1916                                | II/P    | 24                                   | → Orgel |
| 09 Treptow-Köpenick           | Oberschöneweide      | St. Antonius (Chororgel) (Standort)                                                                |      | Wilhelm Sauer                                     | 1991                                | I/P     | 8                                    | → Orgel |
| 09 Treptow-Köpenick           | Oberschöneweide      | Funkhaus Nalepastraße (Standort)                                                                   |      | Wilhelm Sauer                                     | 1957                                | IV/P    | 80                                   | |
| 09 Treptow-Köpenick           | Rahnsdorf            | Dorfkirche (Standort)                                                                              |      | Gebrüder Dinse                                    | 1888                                | I/P     | 8                                    | → Orgel |
| 09 Treptow-Köpenick           | Schmöckwitz          | Dorfkirche (Standort)                                                                              |      | Alexander Schuke Potsdam Orgelbau                 | 1911                                | II/P    | 8                                    | → Orgel |
| 09 Treptow-Köpenick           | Alt-Treptow          | Bekenntniskirche (Standort)                                                                        |      | W. Sauer Orgelbau                                 | 1992                                | II/P    | 21                                   | unter Wiederverwendung einiger Pfeifen der Vorgängerorgel (Sauer, 1930) |
| 09 Treptow-Köpenick           | Alt-Treptow          | Bekenntniskirche (Saalorgel) (Standort)                                                            |      | Johann Christoph Schröther d. J.                  | 1827                                | I/P     | 6                                    | → Orgel |
| 09 Treptow-Köpenick           | Alt-Treptow          | Neuapostolische Kirche (Standort)                                                                  |      | W. Sauer Orgelbau                                 | 1955                                | II/P    | 29 (30)                              | |
| 10 Marzahn-Hellersdorf        | Biesdorf             | Gnadenkirche (Standort)                                                                            |      | Arno Voigt                                        | 1985                                | II/P    | 20                                   | → Orgel |
| 10 Marzahn-Hellersdorf        | Biesdorf             | Versöhnungskirche (Standort)                                                                       |      | Erich Frey / Ferdinand Stemmer                    | um 1960 / 2011                      | I/P     | 9                                    | → Orgel |
| 10 Marzahn-Hellersdorf        | Biesdorf             | Evangelisches Gemeindezentrum Süd (Standort)                                                       |      | Alexander Schuke Potsdam Orgelbau                 | 1960                                | I/P     | 7                                    | → Orgel |
| 10 Marzahn-Hellersdorf        | Biesdorf             | Maria Königin des Friedens (Standort)                                                              |      | Wolfgang Nußbücker                                | 1996                                | II/P    | 16                                   | |
| 10 Marzahn-Hellersdorf        | Biesdorf             | Herz Jesu (Standort)                                                                               |      | Wilhelm Sauer Orgelbau                            | 1978                                | I/P     | 7                                    | Die ehemals katholische Kirche wurde 2013 profaniert und verkauft. Die Sauer-Orgel befindet sich heute in der Versöhnungskirche in Schwerin-Lankow.                                                                          |
| 10 Marzahn-Hellersdorf        | Hellersdorf          | Evangelische Kirche (Standort)                                                                     |      | Wolfgang Nußbücker                                | 1994                                | II/P    | 11                                   | → Orgel |
| 10 Marzahn-Hellersdorf        | Kaulsdorf            | Dorfkirche (Standort)                                                                              |      | Orgelbau Sandtner                                 | 2010                                | II/P    | 24                                   | Hinter historischem Prospekt und unter Einbeziehung einiger Teile der Vorgängerorgel von Dinse. |
| 10 Marzahn-Hellersdorf        | Kaulsdorf            | St. Martin (Standort)                                                                              |      | unbekannt                                         |                                     |         |                                      | Das Instrument wurde mit Ausnahme des Orgelprospektes entfernt. Heute befindet sich eine elektronische Orgel in der Kirche.                                                                                                  |
| 10 Marzahn-Hellersdorf        | Kaulsdorf            | Neuapostolische Kirche (Standort)                                                                  |      | unbekannt                                         |                                     | I/P     |                                      | |
| 10 Marzahn-Hellersdorf        | Mahlsdorf            | Alte Pfarrkirche (Standort)                                                                        |      | Alexander Schuke                                  | 1985                                | II/P    | 15                                   | |
| 10 Marzahn-Hellersdorf        | Mahlsdorf            | Kreuzkirche (Standort)                                                                             |      | Alexander Schuke Potsdam Orgelbau                 | 1935                                | II/P    | 10                                   | → Orgel |
| 10 Marzahn-Hellersdorf        | Mahlsdorf            | Theodor-Fliedner-Heim (Standort)                                                                   |      | Orgelbau Rühle                                    | 2012                                | II/P    | 17                                   | → Orgel |
| 10 Marzahn-Hellersdorf        | Marzahn              | Dorfkirche (Standort)                                                                              |      | Gebrüder Dinse                                    | 1912; aufgearbeitete Orgel von 1885 | II/P    | 12                                   | |
| 10 Marzahn-Hellersdorf        | Marzahn              | Verklärung des Herrn (Standort)                                                                    |      | E. F. Walcker & Cie.                              | 1960                                | II/P    | 20                                   | → Orgel |
| 11 Lichtenberg                | Alt-Hohenschönhausen | Taborkirche (Standort)                                                                             |      | Albert Lang                                       | 1862                                | I/P     | 7                                    | → Orgel |
| 11 Lichtenberg                | Alt-Hohenschönhausen | Heilig Kreuz (Standort)                                                                            |      | Orgelbau Fleiter                                  | 2004                                | II/P    | 22                                   | → Orgel |
| 11 Lichtenberg                | Falkenberg           | St. Konrad (Standort)                                                                              |      | Johannes Klais Orgelbau                           | 1943                                | II/P    | 15                                   | |
| 11 Lichtenberg                | Fennpfuhl            | Gemeindezentrum Am Fennpfuhl (Standort)                                                            |      | Gebr. Hillebrand                                  |                                     | I/P     | 6                                    | ursprünglich für Schule in Schwalbach am Taunus gebaut, 1992 überführt |
| 11 Lichtenberg                | Friedrichsfelde      | Dorfkirche (Standort)                                                                              |      | Alexander Schuke Potsdam Orgelbau                 | 1955                                | II/P    | 19                                   | |
| 11 Lichtenberg                | Friedrichsfelde      | Zum Guten Hirten (Standort)                                                                        |      | Paul Ott Werkstatt für Orgelbau                   | 1968                                | II/P    | 16                                   | 1981 gebraucht erworben. |
| 11 Lichtenberg                | Karlshorst           | Zur frohen Botschaft (Standort)                                                                    |      | Johann Peter Migendt                              | 1755                                | II/P    | 22                                   | → Hauptartikel : Orgel der Pfarrkirche Zur frohen Botschaft |
| 11 Lichtenberg                | Karlshorst           | Zur frohen Botschaft (Standort)                                                                    |      | Hendrik Ahrend                                    | 2008                                | I       | 5                                    | Positiv mit geteilten Registern |
| 11 Lichtenberg                | Karlshorst           | St. Marien (Standort)                                                                              |      | Gebr. Stockmann                                   | 1972                                | II/P    | 19                                   | 2016 aus der profanierten Heilig-Kreuz-Kirche Gelsenkirchen nach Berlin-Karlshorst umgesetzt. → Orgel |
| 11 Lichtenberg                | Lichtenberg          | Alte Pfarrkirche (Standort)                                                                        |      | Alexander Schuke Potsdam Orgelbau                 | 1964                                | II/P    | 10                                   | → Orgel |
| 11 Lichtenberg                | Lichtenberg          | St. Mauritius (Standort)                                                                           |      | Bruno Göbel                                       | 1910                                | II/P    | 32                                   | → Orgel |
| 11 Lichtenberg                | Lichtenberg          | Glaubenskirche (Standort)                                                                          |      | Wilhelm Sauer                                     | 1905                                | II/P    | 25                                   | Seit 1998 als koptische Kirche St. Antonius und Shenouda genutzt. Die Orgel wird seitdem nicht mehr genutzt. |
| 11 Lichtenberg                | Lichtenberg          | Ev. Krankenhaus Königin Elisabeth Herzberge, Alte Kapelle (Standort)                               |      | Johann Friedrich Turley                           | 1826                                | I/P     | 9                                    | erbaut für die Dorfkirche Wölmsdorf, umgesetzt 1969, restauriert 2015 → Orgel |
| 11 Lichtenberg                | Lichtenberg          | Neuapostolische Kirche (Standort)                                                                  |      | Wilhelm Sauer Orgelbau                            | 1979                                | II/P    | 30                                   | |
| 11 Lichtenberg                | Malchow              | Evangelische Kirche (Standort)                                                                     |      | Wilhelm Sauer Orgelbau                            | 1961                                | I/P     | 7                                    | |
| 11 Lichtenberg                | Rummelsburg          | Erlöserkirche (Standort)                                                                           |      | Alexander Schuke Potsdam Orgelbau                 | 1943                                | III/P   | 40                                   | → Orgel |
| 11 Lichtenberg                | Wartenberg           | Neue Evangelische Kirche (Standort)                                                                |      | Wilhelm Sauer Orgelbau                            | 2002                                | II/P    | 15                                   | → Orgel |
| 12 Reinickendorf              | Borsigwalde          | Gnade-Christi-Kirche (Standort)                                                                    |      | Dieter Noeske                                     | 1970                                | II/P    | 23                                   | → Orgel |
| 12 Reinickendorf              | Frohnau              | Johanneskirche (Standort)                                                                          |      | Alexander Schuke Potsdam Orgelbau                 | 1936                                | III/P   | 40                                   | → Orgel |
| 12 Reinickendorf              | Frohnau              | St. Hildegard (Standort)                                                                           |      | Wilhelm Sauer                                     | 1925                                | II/P    | 17                                   | |
| 12 Reinickendorf              | Heiligensee          | Dorfkirche (Standort)                                                                              |      | Karl Schuke Berliner Orgelbauwerkstatt            | 2011                                | II/P    | 16 (19)                              | |
| 12 Reinickendorf              | Heiligensee          | Waldkirche (Standort)                                                                              |      | Karl Schuke Berliner Orgelbauwerkstatt            | 1957                                | II/P    | 13                                   | |
| 12 Reinickendorf              | Heiligensee          | Matthias-Claudius-Kirche (Standort)                                                                |      | E. F. Walcker & Cie.                              | 1962                                | II/P    | 11                                   | |
| 12 Reinickendorf              | Heiligensee          | St. Marien (Standort)                                                                              |      | – unbekannt –                                     | 1967                                |         |                                      | |
| 12 Reinickendorf              | Hermsdorf            | Dorfkirche (Standort)                                                                              |      | W. Sauer Orgelbau Frankfurt (Oder)                | 1949                                | II/P    | 19                                   | |
| 12 Reinickendorf              | Hermsdorf            | Apostel-Paulus-Kirche (Standort)                                                                   |      | W. Sauer Orgelbau Frankfurt (Oder)                | 1937                                | III/P   | 33 (37)                              | |
| 12 Reinickendorf              | Hermsdorf            | Maria Gnaden (Standort)                                                                            |      | Karl Schuke Berliner Orgelbauwerkstatt            | 1971                                | II/P    | 15                                   | |
| 12 Reinickendorf              | Konradshöhe          | Jesus-Christus-Kirche (Standort)                                                                   |      | Paul Ott Werkstatt für Orgelbau                   | 1970                                | II/P    | 17                                   | → Orgel → Orgel |
| 12 Reinickendorf              | Lübars               | Dorfkirche (Standort)                                                                              |      | Karl Schuke Berliner Orgelbauwerkstatt            | 1968                                | I/P     | 6                                    | |
| 12 Reinickendorf              | Lübars               | Evangelisches Gemeindehaus (Standort)                                                              |      | Wilhelm Sauer Orgelbau                            |                                     |         |                                      | |
| 12 Reinickendorf              | Märkisches Viertel   | Apostel-Johannes-Kirche (Standort)                                                                 |      | Roman Ilisch (Berlin)                             | 1974                                | II/P    | 19                                   | → Orgel |
| 12 Reinickendorf              | Märkisches Viertel   | Apostel-Petrus-Kirche (Standort)                                                                   |      | – unbekannt –                                     |                                     |         |                                      | |
| 12 Reinickendorf              | Märkisches Viertel   | Apostel-Andreas-Kirche (Standort)                                                                  |      | E. F. Walcker & Cie.                              |                                     |         |                                      | |
| 12 Reinickendorf              | Märkisches Viertel   | Kirche am Seggeluchbecken (Standort)                                                               |      | Karl Schuke Berliner Orgelbauwerkstatt            | 1990                                | II/P    | 15                                   | → Orgel |
| 12 Reinickendorf              | Märkisches Viertel   | St. Martin (Standort)                                                                              |      | Freiburger Orgelbau Hartwig und Tilmann Späth     | 1973                                | II/P    | 13                                   | → Orgel |
| 12 Reinickendorf              | Reinickendorf        | Dorfkirche (Standort)                                                                              |      | Karl Schuke Berliner Orgelbauwerkstatt            | 1970                                | II/P    | 12                                   | → Orgel |
| 12 Reinickendorf              | Reinickendorf        | Segenskirche (Standort)                                                                            |      | Karl Schuke Berliner Orgelbauwerkstatt            | 1960                                | II/P    | 22                                   | |
| 12 Reinickendorf              | Reinickendorf        | Evangeliumskirche (Standort)                                                                       |      | Karl Schuke Berliner Orgelbauwerkstatt            | 1960                                | II/P    | 16                                   | |
| 12 Reinickendorf              | Reinickendorf        | Albert-Schweitzer-Kirche (Standort)                                                                |      | Karl Schuke Berliner Orgelbauwerkstatt            | 1954                                | I/P     | 10                                   | |
| 12 Reinickendorf              | Reinickendorf        | Lutherhaus (Standort)                                                                              |      | E. F. Walcker & Cie.                              |                                     | II/P    | 11                                   | |
| 12 Reinickendorf              | Reinickendorf        | St. Marien (Standort)                                                                              |      | Orgelbau Gebr. Stockmann                          | 1980                                | III/P   | 33                                   | |
| 12 Reinickendorf              | Reinickendorf        | St. Marien (Emporenorgel) (Standort)                                                               |      | Hofbauer Orgelbau                                 | 1980 (~)                            | II/P    | 13                                   | → Orgel |
| 12 Reinickendorf              | Tegel                | Dorfkirche (Standort)                                                                              |      | Detlef Kleuker                                    | 1963                                | III/P   | 31                                   | |
| 12 Reinickendorf              | Tegel                | Hoffnungskirche (Standort)                                                                         |      | Detlef Kleuker                                    | 1962                                | II/P    | 16                                   | → Orgel |
| 12 Reinickendorf              | Tegel                | Martinuskirche (Standort)                                                                          |      | – unbekannt –                                     | 1964                                |         |                                      | |
| 12 Reinickendorf              | Tegel                | Philippuskirche (Standort)                                                                         |      | E. F. Walcker & Cie.                              | 1958                                | II/P    |                                      | |
| 12 Reinickendorf              | Tegel                | Erlöserkirche (Standort)                                                                           |      | E. F. Walcker & Cie.                              |                                     | I/P     | 6                                    | → Orgel |
| 12 Reinickendorf              | Tegel                | Herz Jesu (Standort)                                                                               |      | Schlag & Söhne                                    | 1908                                | II/P    | 26                                   | Aufgrund von technischen Mängeln wurde 1929 eine neue Orgel von G. F. Steinmeyer & Co. unter Verwendung der alten Orgelpfeifen in das Gehäuse eingebaut. → Orgel                                                             |
| 12 Reinickendorf              | Tegel                | St. Joseph (Standort)                                                                              |      | E. F. Walcker & Cie.                              | 1955                                | II/P    | 14                                   | |
| 12 Reinickendorf              | Tegel                | St. Bernhard (Standort)                                                                            |      | Karl Schuke                                       | 1953                                | I/P     | 18                                   | 1963 gebraucht aus dem Gemeindesaal der Epihaniaskirche Westend nach Tegel umgesetzt. → Orgel |
| 12 Reinickendorf              | Tegel                | Gefängniskirche der JVA (Standort)                                                                 |      | – unbekannt –                                     |                                     |         |                                      | In der Anstaltskirche befindet sich eine pneumatische Pfeifenorgel! |
| 12 Reinickendorf              | Waidmannslust        | Königin-Luise-Kirche (Standort)                                                                    |      | Eberhard Tolle (Preetz/Holstein)                  | 1966                                | II/P    | 26                                   | → Orgel |
| 12 Reinickendorf              | Waidmannslust        | Gemeindezentrum Rollberge (Standort)                                                               |      | E. F. Walcker & Cie.                              | 1958                                | II/P    | 7                                    | 1985 aus der Melanchton-Kapelle Buckow in das Gemeindezentrum Rollberge umgesetzt. |
| 12 Reinickendorf              | Wittenau             | Dorfkirche (Standort)                                                                              |      | Karl Schuke                                       | 1958                                | II/P    | 12                                   | |
| 12 Reinickendorf              | Wittenau             | Lindenkirche (Standort)                                                                            |      | Karl Lötzerich Orgelbau                           | 1970                                | II/P    | 11                                   | → Orgel |
| 12 Reinickendorf              | Wittenau             | St. Nikolaus (Standort)                                                                            |      | Johannes Rohlf                                    | 1974                                | II/P    | 25                                   | erbaut für die Lutherkirche Reinickendorf, 2006 umgesetzt → Orgel |